# スヴャトスラフ・ウラジミロヴィチ (フシチイシュ公)
スヴャトスラフ・ウラジミロヴィチ（ロシア語: Святослав Владимирович、? - 1167年）は、チェルニゴフ公ウラジーミルの子である。フシチイシュ公：1157年 - 1167年。

## 生涯
1156年、自身の支配権領域の拡大を目指し、デスナ川流域のいくつかの都市を占領しようとしたが、又従兄弟のスヴャトスラフ (ru) に敗れた。1157年に、キエフ公国を統治するおじのイジャスラフと共に戦い始め、チェルニゴフをノヴゴロド・セヴェルスキー公スヴャトスラフ、又従兄弟のスヴャトスラフから防衛した。チェルニゴフ公国の公位はノヴゴロド・セヴェルスキー公スヴャトスラフのものとなったが、スヴャトスラフとおじのイジャスラフは公国の主要な部分を保持し、スヴャトスラフはフシチイシュ公国を得た。
1159年、スモレンスク公ロスチスラフがキエフ大公となり、イジャスラフはキエフ大公の位を失った。フシチイシュにも軍勢が迫ったが、フシチイシュはウラジーミル大公アンドレイの軍によって守られた。また、1160年にはアンドレイの娘ロスチスラヴァと結婚している。しかし、1157年にチェルニゴフ公となっていたスヴャトスラフ（上記の、元ノヴゴロド・セヴェルスキー公スヴャトスラフ）の年功序列の優先権は認めざるを得ず、またイジャスラフも1161年にキエフをめぐる戦いで戦死した。
1164年、チェルニゴフ公スヴャトスラフが死亡し、スヴャトスラフは同族（キエフ大公スヴャトスラフの子孫）の中で最も年長者となったが、チェルニゴフ公スヴャトスラフの子のオレグと、又従兄弟のスヴャトスラフによるチェルニゴフ公国をめぐる争いには介入しなかった。スヴャトスラフは1167年に死亡し、フシチイシュはフセヴォロド（チェルニゴフ公スヴャトスラフの子のオレグの子）のものとなった。
スヴャトスラフに子はいなかった。